# Campeonato NORCECA de Voleibol Masculino de 2013
El XXIII Campeonato NORCECA de Voleibol Masculino se celebró en la ciudad de Langley, Canadá entre el 23 y 28 de septiembre.
Un total de nueve países competirán en este torneo que reparte un boleto al ganador para jugar la Grand Cup Champions de la FIVB.

## Equipos participantes
| Grupo A              | Grupo B     | Grupo C   |
| -------------------- | ----------- | --------- |
| Estados Unidos       | Cuba        | Canadá    |
| República Dominicana | Puerto Rico | México    |
| Santa Lucía          | Bahamas     | Guatemala |
|                      |             |           |

## Procedimiento de desempate
1. Número de partidos ganados
2. Puntos de partido
3. Proporción de puntos
4. Proporción de sets
5. Resultado del último partido entre los equipos empatados

- Partido ganado 3–0: 5 puntos de partido para el ganador, 0 puntos de partido para el perdedor.
- Partido ganado 3–1: 4 puntos de partido para el ganador, 1 punto de partido para el perdedor.
- Partido ganado 3–2: 3 puntos de partido para el ganador , 2 puntos de partido para el perdedor.

## Ronda preliminar
- Del 23 al 25 de septiembre
- Sede:  	Langley Events Centre
- Todos los horarios corresponden a la hora de Langley, Canadá ( UTC-08:00 )

- Los dos mejores ganadores de grupo mejor clasificados recibirán pases directos a la fase semifinal, mientras que el restante equipo de primer puesto competirá en la ronda de cuartos de final los conjuntos de segundo lugar.[2]

|  | Calificados para Semifinales        |
|  | Calificados para cuartos de final   |
|  | Clasificación del 7.° al 9.° puesto |

### Grupo A
|     |                      | Partidos | Partidos | Partidos |     | Sets | Sets | Sets  | Puntos | Puntos | Puntos |
| Pos | Equipo               | PJ       | PG       | PP       | Pts | SG   | SP   | Ratio | PG     | PP     | Ratio  |
| --- | -------------------- | -------- | -------- | -------- | --- | ---- | ---- | ----- | ------ | ------ | ------ |
| 1.º | Estados Unidos       | 2        | 2        | 0        | 10  | 6    | 0    | MAX   | 150    | 78     | 1.923  |
| 2.º | República Dominicana | 2        | 1        | 1        | 5   | 3    | 3    | 1.000 | 120    | 129    | 0.930  |
| 3.º | Santa Lucía          | 2        | 0        | 2        | 0   | 0    | 6    | 0.000 | 87     | 150    | 0.580  |

| Fecha            | Hora  | Equipo 1             | Sets  | Equipo 2             | Set 1 | Set 2 | Set 3 | Set 4 | Set 5 | Total |
| ---------------- | ----- | -------------------- | ----- | -------------------- | ----- | ----- | ----- | ----- | ----- | ----- |
| 23 de septiembre | 16:00 | Estados Unidos       | 3 : 0 | Santa Lucía          | 25-12 | 25-10 | 25-11 |       |       | 75-33 |
| 24 de septiembre | 20:00 | Estados Unidos       | 3 : 0 | República Dominicana | 25-19 | 25-17 | 25-9  |       |       | 75-54 |
| 25 de septiembre | 18:00 | República Dominicana | 3 : 0 | Santa Lucía          | 25-19 | 25-12 | 25-23 |       |       | 75–54 |

### Grupo B
|     |             | Partidos | Partidos | Partidos |     | Sets | Sets | Sets  | Puntos | Puntos | Puntos |
| Pos | Equipo      | PJ       | PG       | PP       | Pts | SG   | SP   | Ratio | PG     | PP     | Ratio  |
| --- | ----------- | -------- | -------- | -------- | --- | ---- | ---- | ----- | ------ | ------ | ------ |
| 1.º | Cuba        | 2        | 2        | 0        | 9   | 6    | 1    | 6.000 | 172    | 121    | 1.421  |
| 2.º | Puerto Rico | 2        | 1        | 1        | 3   | 4    | 3    | 1.333 | 161    | 144    | 1.118  |
| 3.º | Bahamas     | 2        | 0        | 2        | 0   | 0    | 6    | 0.000 | 82     | 150    | 0.547  |

| Fecha            | Hora  | Equipo 1    | Sets  | Equipo 2    | Set 1 | Set 2 | Set 3 | Set 4 | Set 5 | Total |
| ---------------- | ----- | ----------- | ----- | ----------- | ----- | ----- | ----- | ----- | ----- | ----- |
| 23 de septiembre | 18:00 | Cuba        | 3 : 0 | Bahamas     | 25-16 | 25-12 | 25-7  |       |       | 75-35 |
| 24 de septiembre | 18:00 | Cuba        | 3 : 1 | Puerto Rico | 25-17 | 22-25 | 25-22 | 25-22 |       | 97-86 |
| 25 de septiembre | 18:00 | Puerto Rico | 3 : 0 | Bahamas     | 25-10 | 25-17 | 25-20 |       |       | 75–47 |

### Grupo C
|     |           | Partidos | Partidos | Partidos |     | Sets | Sets | Sets  | Puntos | Puntos | Puntos |
| Pos | Equipo    | PJ       | PG       | PP       | Pts | SG   | SP   | Ratio | PG     | PP     | Ratio  |
| --- | --------- | -------- | -------- | -------- | --- | ---- | ---- | ----- | ------ | ------ | ------ |
| 1.º | Canadá    | 2        | 2        | 0        | 10  | 6    | 0    | MAX   | 150    | 79     | 1.899  |
| 2.º | México    | 2        | 1        | 1        | 5   | 3    | 3    | 1.000 | 124    | 130    | 0.954  |
| 3.º | Guatemala | 2        | 0        | 2        | 0   | 0    | 6    | 0.000 | 85     | 150    | 0.567  |

| Fecha            | Hora  | Equipo 1 | Sets  | Equipo 2  | Set 1 | Set 2 | Set 3 | Set 4 | Set 5 | Total |
| ---------------- | ----- | -------- | ----- | --------- | ----- | ----- | ----- | ----- | ----- | ----- |
| 23 de septiembre | 20:00 | Canadá   | 3 : 0 | Uganda    | 25-10 | 25-10 | 25-10 |       |       | 75-30 |
| 24 de septiembre | 16:00 | México   | 3 : 0 | Guatemala | 25-18 | 25-14 | 25-23 |       |       | 75-55 |
| 25 de septiembre | 20:00 | Canadá   | 3 : 0 | México    | 25-22 | 25-15 | 25-12 |       |       | 75-49 |

## Ronda final
- Del 26 al 28 de septiembre
- Sede:  	Langley Events Centre
- Todos los horarios corresponden a la hora de Langley, Canadá ( UTC-08:00 )

|  |                                |                                |                                |  |  | Cuartos de final 26 de septiembre | Cuartos de final 26 de septiembre | Cuartos de final 26 de septiembre |  |  | Semifinales 27 de septiembre | Semifinales 27 de septiembre | Semifinales 27 de septiembre |  |  | Final 28 de septiembre         | Final 28 de septiembre         | Final 28 de septiembre         |
|  |                                |                                |                                |  |  |                                   |                                   |                                   |  |  |                              |                              |                              |  |  |                                |                                |                                |
|  |                                |                                |                                |  |  |                                   |                                   |                                   |  |  | 1A                           | Estados Unidos               | 3                            |  |  |                                |                                |                                |
|  | Quinto puesto 27 de septiembre | Quinto puesto 27 de septiembre | Quinto puesto 27 de septiembre |  |  | 2B                                | Puerto Rico                       | 3                                 |  |  | 2B                           | Puerto Rico                  | 1                            |  |  |                                |                                |                                |
|  |                                |                                |                                |  |  | 2C                                | México                            | 0                                 |  |  |                              |                              |                              |  |  | 1A                             | Estados Unidos                 | 3                              |
|  | 2C                             | México                         | 3                              |  |  |                                   |                                   |                                   |  |  |                              |                              |                              |  |  | 1C                             | Canadá                         | 0                              |
|  | 2A                             | República Dominicana           | 0                              |  |  |                                   |                                   |                                   |  |  | 1C                           | Canadá                       | 3                            |  |  |                                |                                |                                |
|  |                                |                                |                                |  |  | 1B                                | Cuba                              | 3                                 |  |  | 1B                           | Cuba                         | 0                            |  |  | Tercer puesto 28 de septiembre | Tercer puesto 28 de septiembre | Tercer puesto 28 de septiembre |
|  |                                |                                |                                |  |  | 2A                                | República Dominicana              | 2                                 |  |  |                              |                              |                              |  |  |                                |                                |                                |
|  |                                |                                |                                |  |  |                                   |                                   |                                   |  |  |                              |                              |                              |  |  | 2B                             | Puerto Rico                    | 2                              |
|  |                                |                                |                                |  |  |                                   |                                   |                                   |  |  |                              |                              |                              |  |  | 1B                             | Cuba                           | 3                              |

### Clasificación 7°-9° puesto
| Fecha            | Hora  | Equipo 1  | Sets  | Equipo 2 | Set 1 | Set 2 | Set 3 | Set 4 | Set 5 | Total |
| ---------------- | ----- | --------- | ----- | -------- | ----- | ----- | ----- | ----- | ----- | ----- |
| 26 de septiembre | 16:00 | Guatemala | 0 : 3 | Bahamas  | 18-25 | 21-25 | 23-25 |       |       | 62-75 |

### Cuartos de final
| Fecha            | Hora  | Equipo 1    | Sets  | Equipo 2             | Set 1 | Set 2 | Set 3 | Set 4 | Set 5 | Total  |
| ---------------- | ----- | ----------- | ----- | -------------------- | ----- | ----- | ----- | ----- | ----- | ------ |
| 26 de septiembre | 18:00 | Puerto Rico | 3 : 0 | México               | 25-17 | 25-17 | 25-22 |       |       | 77–56  |
| 26 de septiembre | 20:00 | Cuba        | 3 : 2 | República Dominicana | 25-21 | 21-25 | 23-25 | 25-16 | 15-12 | 109–99 |

### Séptimo puesto
| Fecha            | Hora  | Equipo 1    | Sets  | Equipo 2 | Set 1 | Set 2 | Set 3 | Set 4 | Set 5 | Total |
| ---------------- | ----- | ----------- | ----- | -------- | ----- | ----- | ----- | ----- | ----- | ----- |
| 27 de septiembre | 16:00 | Santa Lucía | 0 : 3 | Bahamas  | 17-25 | 20-25 | 20-25 |       |       | 57–75 |

### Semifinales
| Fecha            | Hora  | Equipo 1       | Sets  | Equipo 2    | Set 1 | Set 2 | Set 3 | Set 4 | Set 5 | Total |
| ---------------- | ----- | -------------- | ----- | ----------- | ----- | ----- | ----- | ----- | ----- | ----- |
| 27 de septiembre | 20:00 | Canadá         | 3 : 0 | Cuba        | 25-14 | 25-17 | 25-21 |       |       | 75–52 |
| 27 de septiembre | 18:00 | Estados Unidos | 3 : 1 | Puerto Rico | 25-13 | 24-26 | 25-20 | 25-16 |       | 99–75 |

### Quinto puesto
| Fecha            | Hora  | Equipo 1 | Sets  | Equipo 2             | Set 1 | Set 2 | Set 3 | Set 4 | Set 5 | Total |
| ---------------- | ----- | -------- | ----- | -------------------- | ----- | ----- | ----- | ----- | ----- | ----- |
| 28 de septiembre | 16:00 | México   | 3 : 0 | República Dominicana | 25-23 | 25-22 | 26-24 |       |       | 76-69 |

### Tercer puesto
| Fecha            | Hora  | Equipo 1 | Sets  | Equipo 2    | Set 1 | Set 2 | Set 3 | Set 4 | Set 5 | Total   |
| ---------------- | ----- | -------- | ----- | ----------- | ----- | ----- | ----- | ----- | ----- | ------- |
| 28 de septiembre | 18:00 | Cuba     | 3 : 2 | Puerto Rico | 27-29 | 25-27 | 25-20 | 27-25 | 15-12 | 119-113 |

### Final
| Fecha            | Hora  | Equipo 1 | Sets  | Equipo 2       | Set 1 | Set 2 | Set 3 | Set 4 | Set 5 | Total |
| ---------------- | ----- | -------- | ----- | -------------- | ----- | ----- | ----- | ----- | ----- | ----- |
| 28 de septiembre | 20:00 | Canadá   | 0 : 3 | Estados Unidos | 23-25 | 20-25 | 14-25 |       |       | 57-75 |

## Posiciones finales
| Pos.              | Equipo               |
| ----------------- | -------------------- |
| Medalla de oro    | Estados Unidos       |
| Medalla de plata  | Canadá               |
| Medalla de bronce | Cuba                 |
| 4                 | Puerto Rico          |
| 5                 | México               |
| 6                 | República Dominicana |
| 7                 | Bahamas              |
| 8                 | Santa Lucía          |
| 9                 | Guatemala            |

| \| \| \| \| \| Campeón Estados Unidos[3] 8.º título \| Plantel: 1 Matthew John Anderson, 2 Sean Michael Rooney , 3 Kyle Caldwell, 4 David Cameron Lee, 8 William Priddy, 9 Murphy Edward Troy, 11 Micah Christenson , 14 Jeffrey Menzel, 15 Carson Clark, 17 Maxwell Philip Holt, 21 Vaafuti Tavana, 22 Erik Thomas Shoji. Entrenador: John Speraw |
| |
| |
| Campeón Estados Unidos 8.º título |

|                                   |
|                                   |
| Campeón Estados Unidos 8.º título |

## Distinciones individuales
| Categoría                               | Ganadora                             |
| --------------------------------------- | ------------------------------------ |
| Jugador Más Valioso (MVP)               | Matthew John Anderson                |
| Mejor colocador / armador               | Micah Christenson                    |
| Mejor punta / receptor                  | Matthew John Anderson William Priddy |
| Mejor central / medio                   | Rudy Verhoeff Byron Ferguson         |
| Mejor atacante opuesto                  | Daniel Vargas                        |
| Mejor líbero                            | Dennis Del Valle                     |
| Mayor anotador                          | Rolando Cepeda                       |
| Mejor atacante                          | Andy Alexis Leonardo Blanco          |
| Mejor bloqueador                        | Rudy Verhoeff                        |
| Mejor servidor                          | Micah Christenson                    |
| Mejor defensor                          | Dennis Del Valle                     |
| Mejor receptor                          | Blair Cameron Bann                   |
| Mejor entrenador (Premio "Jim Coleman") | John Speraw                          |